# Állkapcsilábas rákok
Az állkapcsilábas rákok (Maxillopoda) a rákok (Crustacea) altörzsének sokféle csoportot magában foglaló osztálya. Ide tartoznak az Ostracodák (Kagylósrákok), Copepodák (Evezőlábú rákok), Branchiurák (Haltetvek) a Tengeri makkok, és számos más csoport. A Maxillopoda monofiletikus származása erősen kétséges, és nem igazán van közös jellemző, ami alapján indokolt lenne egy csoportba sorolni ezeket az állatokat. Egy hipotézis szerint a Maxillopodák nagyobb testméretű rákok lárva stádiumban történő ivaréretté válásával (pedomorfózis) alakultak ki. Így ezek az állatok már nem érték el teljes fejlettségüket, ezzel magyarázható a kevesebb szelvény és végtag, illetve a kis testméret. Az újebb rendszertani kutatások szerint azonban a Maxillopoda nem egységes csoport, mely az ősi Malacostracákból vált ki, hanem korábban, a rákok evolúciójának kezdetén, az ősi rákokból. A Maxillopodákra az 5-6-5 szelvényes testfelépítés jellemző, az 5 feji szelvény öt pár végtagot visel, a 6 torszelvény szintén hat párat, a potrohszelvények pedig végtag nélküliek. A test végét a telson zárja le, melyen farokvilla, függelék lehet.
Pár kivételtől eltekintve, a Maxillopodák aprók, ide tartozik a legkisebb ismert ízeltlábú is, a Stygotantulus stocki. Testük gyakran rövid, csökevényes potrohhal, sokszor egyáltalán nincsenek végtagjaik. A kacslábú rákoktól eltekintve, melyek lábaikkal szűrögetnek, a legtöbb Maxillopoda a maxillájával (állkapcsával) táplálkozik.
A fosszíliák alapján a kambriumig nyúlik vissza a Maxillopodák eredete, amikorról kacslábú rákok és féregatkák (Pentastomidae) kerültek elő.

## Rendszerezésük
Általában hat alosztályt sorolnak a Maxillopodák osztályába, és egyes rendszerek ide sorolják az Ostracodákat (kagylósrákok) is. A hat alosztály közül csak a Mystacocarida kizárólag szabadon élő; a többi csoport közül a Tantulocaridák, Pentastomidák és a Branchiurák paraziták, és az Copepodák, illetve a Thecostracák közt is akadnak élősködők.
| Alosztály                  | Csoportok | Kép                                           |
| -------------------------- | --- | --------------------------------------------- |
| Copepoda (Evezőlábú rákok) | Calanoida Cyclopoida Gelyelloida Harpacticoida Misophrioida Monstrilloida Mormonilloida Platycopioida Poecilostomatoida Siphonostomatoida | Calocalanus pavo (Calanoida: Calocalanidae)   |
| Thecostraca                | Cirripedia (Kacslábú rákok) Facetotecta Ascothoracida                                                                                     | Chthamalus stellatus (Sessilia: Chthamalidae) |
| Branchiura (Haltetvek)     | Arguloida | Argulus egy pikón (Argulidae)                 |
| Pentastomida (Féregatkák)  | Cephalobaenida Porocephalida | Armillifer armillatus (Porocephalidae)        |
| Mystacocarida              | Ctenocheilocaris Derocheilocaris |                                               |
| Tantulocarida              | Basipodellidae Deoterthridae Doryphallophoridae Microdajidae                                                                              |                                               |

## Külső hivatkozások
- A taxon adatlapja az ITIS adatbázisában. Integrated Taxonomic Information System